# KHR arkitekter

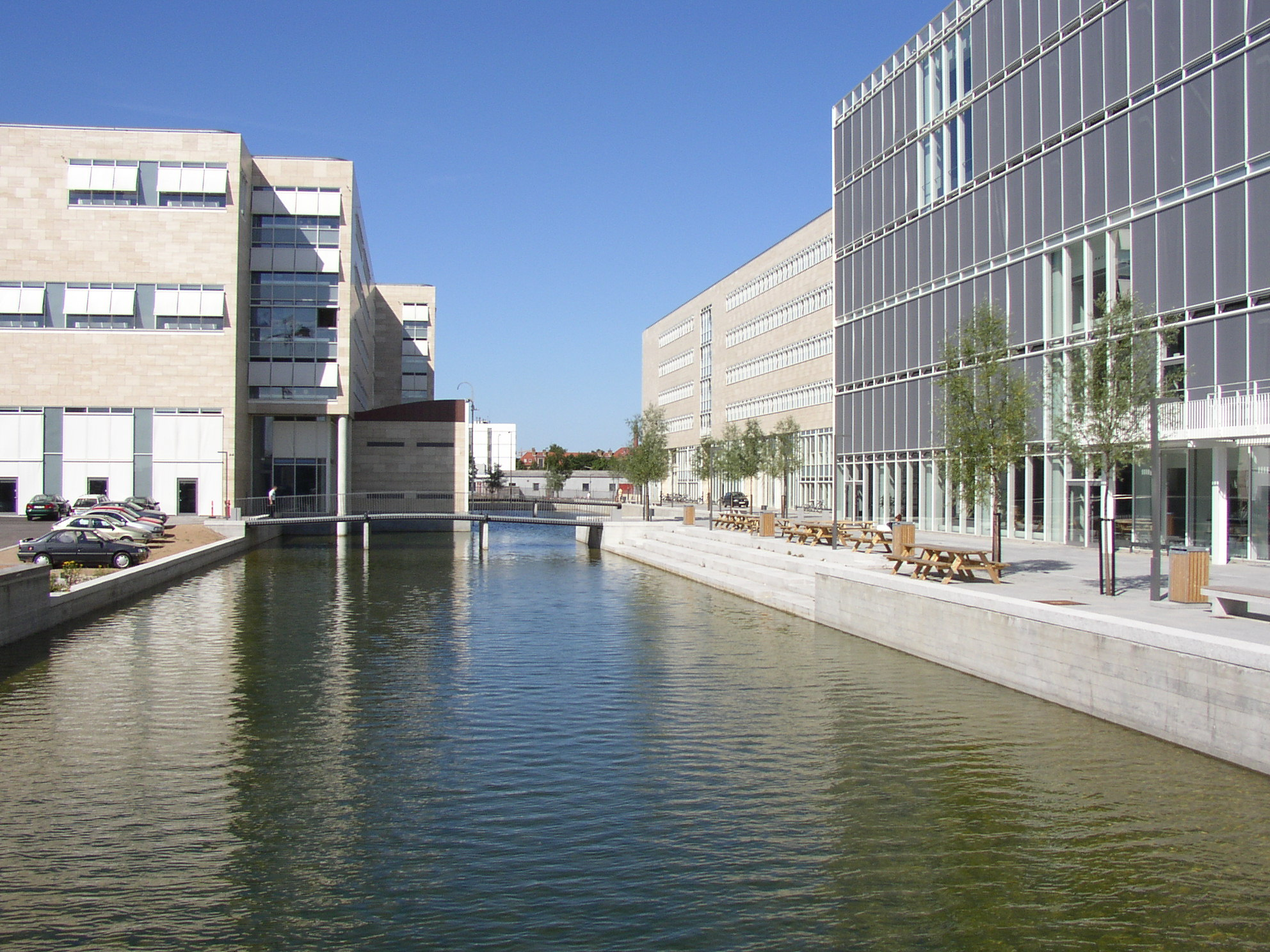
Köpenhamns universitet Amager

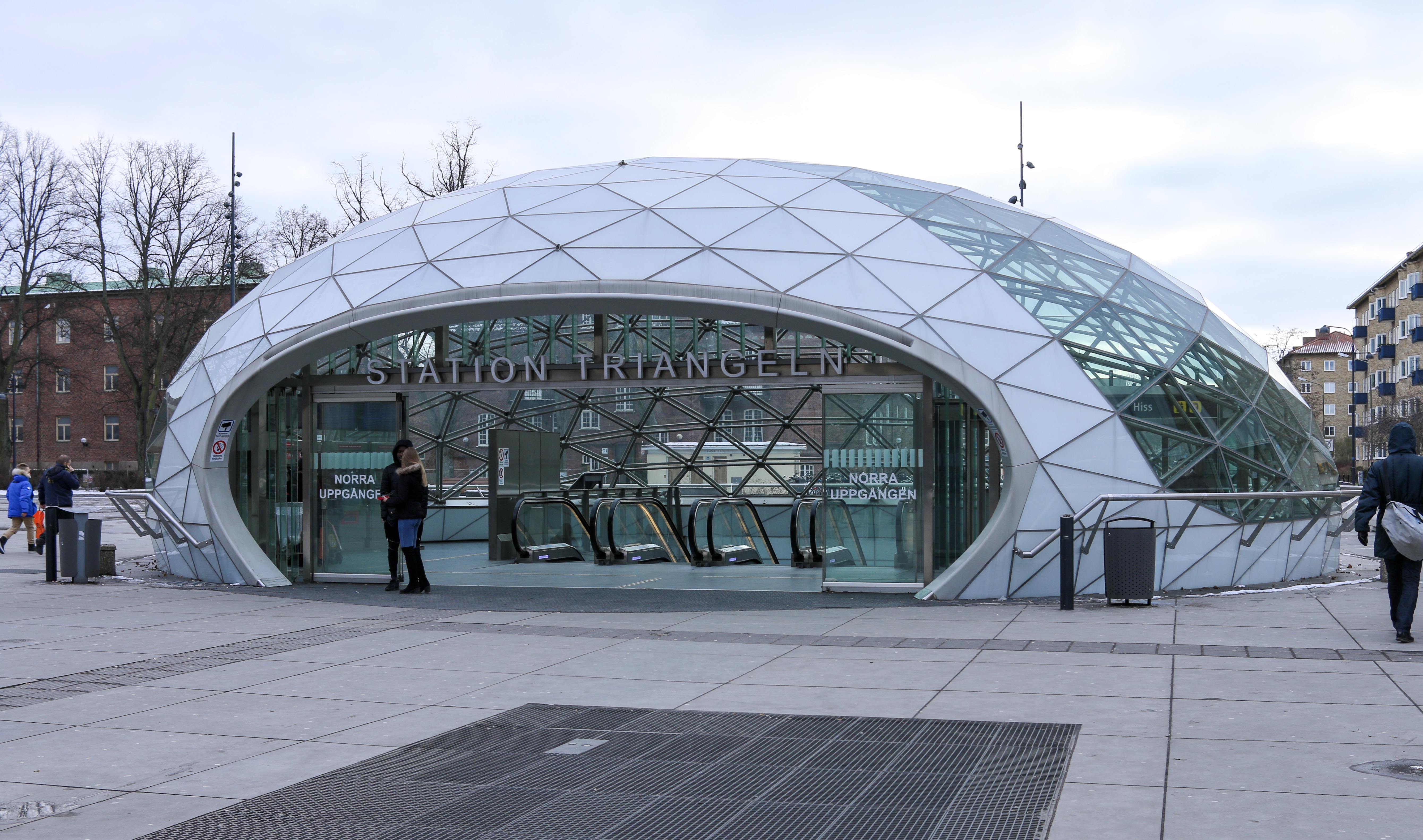
Triangelns station, norra uppgången

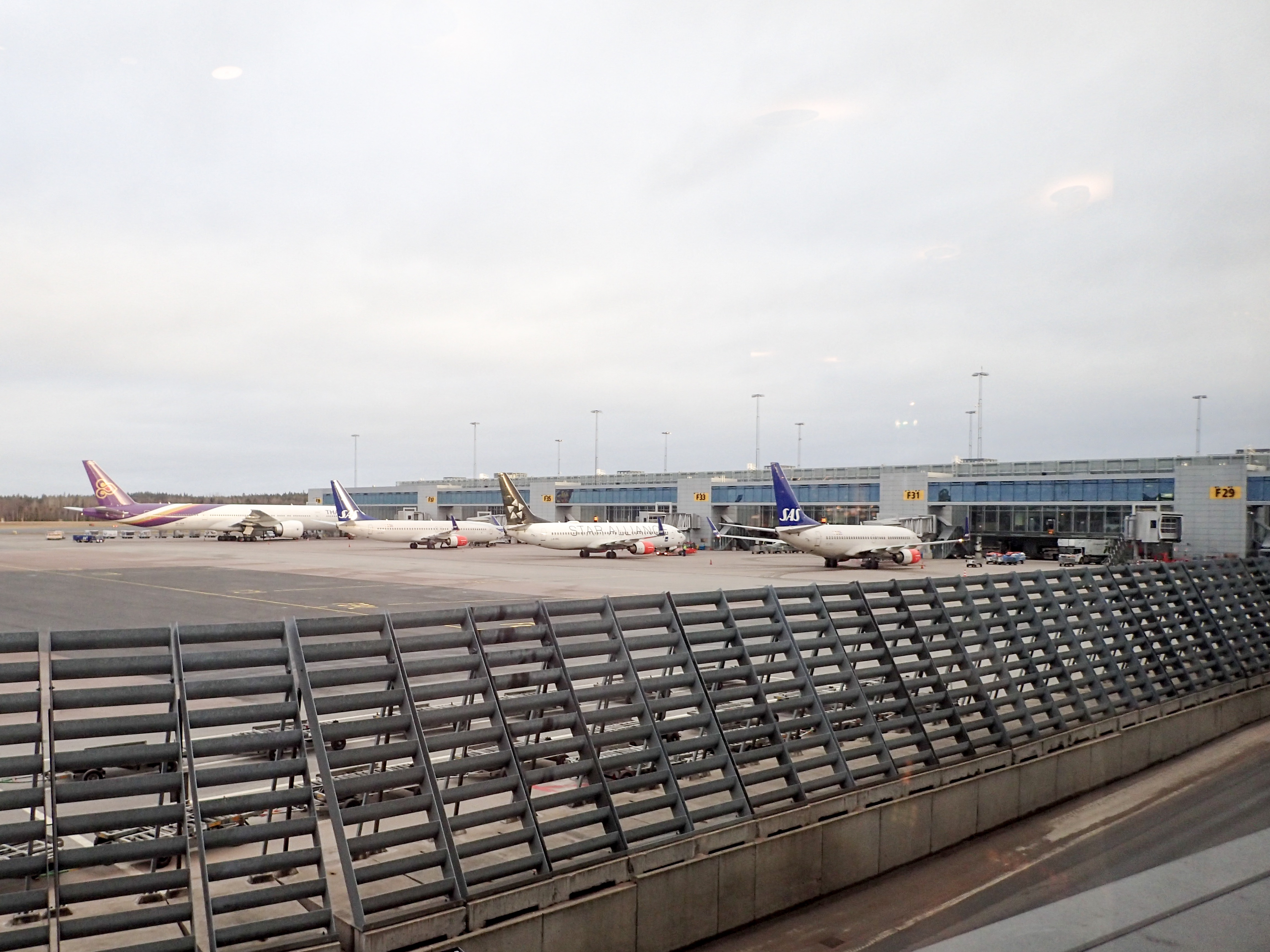
Pir F, Arlanda

KHR eller KHR arkitekter AS. Danskt arkitektkontor på Holmen i Köpenhamn. Kontoret drivs av sju delägare Anja Rolvung, Jakob Brøndsted, Jan Søndergaard, Jesper Lund, Henrik Richter Danielsen, Kurt Schou och Mikkel Beedholm. Man har under åren etablerat sig som ett av Danmarks mest kända kontor och har vunnit många internationella arkitekttävlingar. Ett antal av deras projekt har även utförts i Sverige. Mest berömt är Arlandas nya terminal, Pir F, som tilldelades Kasper Salinpriset 2002.

## Byggnader
- Danmarks paviljong Expo 92 Sevilla, Spanien.
- Pihl & Son huvudkontor, Lyngby, Danmark, 1994.
- Bang & Olufsen huvudkontor, Struer, Danmark, 1998. (Jan Søndergaard)
- Billund flygplats, 1998.
- Nuuk badhus, Grönland, 2001.
- Pir F, Arlanda, 2002. (Jesper Lund) tillsammans med Rundquist Arkitekter (Kasper Salin-priset)
- Baltzar city, Malmö. (Jan Søndergaard)
- Ericsson, Lund, 2002. (Jan Søndergaard)
- Metro stationer, Köpenhamn, 2002.
- Istak kontor, Island, 2004.
- Triangelns station, Malmö 2010 tillsammans med SWECO Architects (Kasper Salin-priset)